# Fototransistor
Ein Foto- bzw. Phototransistor ist ein Bipolartransistor mit pnp- oder npn-Schichtenfolge, dessen pn-Übergang der Basis-Kollektor-Sperrschicht einer externen Lichtquelle zugänglich ist. Er ähnelt somit einer Photodiode mit angeschlossenem Verstärkertransistor.
Eine Photodiode besteht aus einem großen Volumen aus idealerweise undotiertem Halbleitermaterial. Photonen erzeugen dort Elektronen-Loch Paare, welche von einem äußeren elektrischen Feld auseinandergezogen werden. Bei einem Phototransistor verlässt eine Ladungsträgerart auf der Licht-zugewandten Seite das Halbleitermaterial und wird über ein Metall abgeleitet. Die Dotierung sorgt dafür, dass das Metall keine Ladungsträger injizieren kann und dass die erzeugten Ladungsträger seitlich abgesaugt werden können. Auf der lichtabgewandten Seite verzichtet man quasi auf das Metall zwischen Photodiode und Verstärkertransistor. Vielmehr wandern die Ladungsträger direkt vom undotierten Bereich in einen dotierten Bereich, der daneben als Basis eines Transistors dient. Der Emitter ist durch die Basis von der Diode getrennt, aber auch der Kollektor könnte prinzipiell als Mantel um die Diode herum angeordnet sein, je nach Dimensionierung. Jedenfalls erzeugt ein Lichtimpuls zuerst einen Spannungspuls durch die direkt erzeugten Ladungsträger (durch den Feldeffekt, noch bevor sie einen Rand erreichen) und danach einen Puls der gesammelten Ladungsträger an der hinteren Elektrode.
Die Ansteuerung des Transistors wird mittels des über den Lichteinfall erzeugten Sperrstromes durch diese Sperrschicht realisiert.
Der erste Phototransistor wurde 1948 von John Northrup Shive in den Bell Laboratories entwickelt. Erste Anwendungen von Fototransistoren lagen im Jahr 1950 bei dem Routing von Telefongesprächen in automatischen Vermittlungsstellen, wo Fototransistoren zum optischen Auslesen der Steuerinformation aus Lochkarten genutzt wurden.

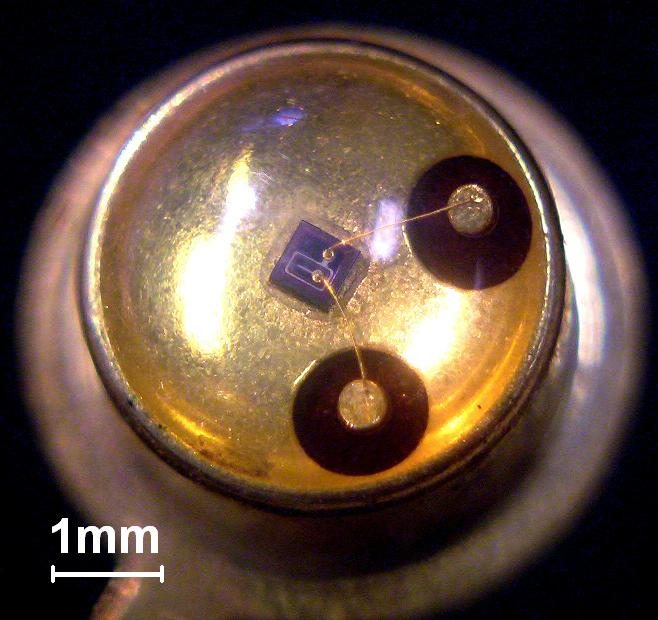
Fototransistor (quadratischer Silizium-Chip in der Mitte) mit herausgeführter Basis (Ringstruktur, Bonddraht führt nach rechts). Emitteranschluss mit Bonddraht nach unten, Kollektoranschluss durch Montage zum Gehäuse

## Funktionsweise und Aufbau

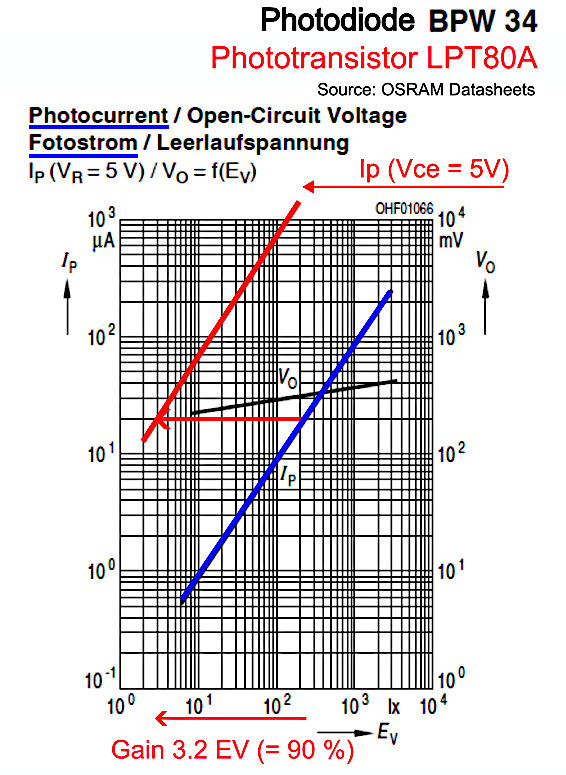
Vergleich Photostrom Photodiode - Phototransistor

Die lichtempfindliche Fotodiode liegt schaltungstechnisch parallel zu den Kollektor-Basis-Anschlüssen des Transistors. Licht, das durch das klare Gehäuse direkt oder durch eine Linse im ansonsten geschlossenen Gehäuse auftrifft, lässt durch den inneren photoelektrischen Effekt einen geringen Photostrom fließen, der im Transistor um den Stromverstärkungsfaktor zu dem Kollektorstrom verstärkt wird. Der Stromverstärkungsfaktor liegt im Bereich je nach Typ in der Größenordnung von 100 bis 1000, womit der Kollektorstrom um diesen Faktor größer ist als der Fotostrom einer Fotodiode.

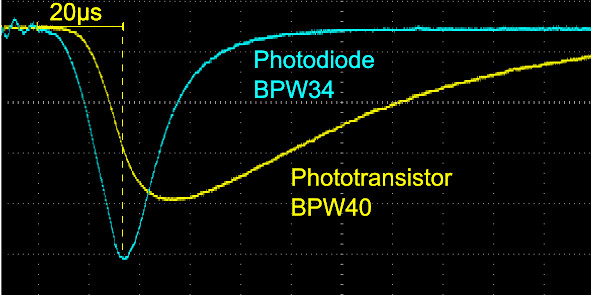
Vergleich des Abschalterhaltens Photodiode - Phototrasistor nach kurzer Blitz-Belichtung

Fototransistoren haben meist nur zwei herausgeführte Anschlüsse – den Kollektor und den Emitter. Es gibt jedoch auch Ausführungen mit herausgeführtem Basis-Anschluss – z. B. zum Regeln des Arbeitspunktes. Bleibt die Basis unbeschaltet, dauert es relativ lange, bis die Basis-Emitter-Zone frei von Ladungsträgern wird. Daher resultiert u. a. das langsame Ausschaltverhalten des Fototransistors. Zusätzlich verringert der Millereffekt die Reaktionsgeschwindigkeit bei schnellen Helligkeitsänderungen. Wird eine hohe Grenzfrequenz gefordert, müssen Photodiode und Transistorfunktion getrennt werden.

## Anwendungsgebiete
Fototransistoren sind wesentlich empfindlicher als Photodioden, da sie gleichzeitig als Verstärker wirken. Anwendung finden sie beim Detektieren von oder Übertragungen via Licht, zum Beispiel Lichtschranken, Dämmerungsschalter, Optokoppler. In den Empfangseinheiten von Fernbedienungen werden jedoch Photodioden eingesetzt, da Fototransistoren für diese Anwendung zu langsam sind. Bei diesen, wie auch bei Lichtschranken und Optokopplern, wird nicht mit sichtbarem Licht gearbeitet, sondern mit Infrarot.

## Empfangswellenlänge

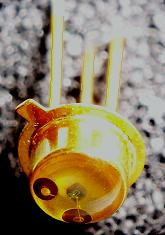
Fototransistor – Gesamtansicht zu Bild oben

Die Wellenlänge der maximalen Empfindlichkeit eines Silizium-Fototransistors liegt bei etwa 850 nm (Nahes Infrarot) und fällt hin zu kürzeren Wellenlängen (sichtbares Licht, Ultraviolett) ab. Die Empfindlichkeit des Typs BP103 (Metallgehäuse, siehe Bilder) beträgt zum Beispiel bei 420 nm noch 10 % des Wertes bei 850 nm.
Der Empfangswellenlängen-Bereich wird hin zu größeren Wellenlängen durch die Energie der Bandkante von Silizium bei etwa 1100 nm begrenzt und endet dort (Rotgrenze).

## Bauformen
Die hinsichtlich Produktionsvolumen häufigsten Fototransistoren werden – ähnlich wie Leuchtdioden – lediglich in transparenten Kunststoff verkapselt. Meist werden mit dem Planar-Epitaxie-Verfahren hergestellte npn-Transistoren verwendet. Der Chip ist dabei auf das Kollektor-Anschlussbein gebondet und besitzt lediglich einen per Drahtbonden realisierten Emitteranschluss. Der Basisanschluss ist normalerweise nicht herausgeführt. Das Gehäusematerial kann als Linse ausgebildet sein. Die bedrahteten Bauteile können vertikal oder zur Seite „schauen“.
Fototransistoren für hochwertigere Anwendungen werden in Metallgehäusen mit Fenster oder (Kunststoff-)Linse verkapselt. Sie besitzen oft einen herausgeführten Basisanschluss.
Fototransistoren in Optokopplern sind lichtundurchlässig verkapselt und besitzen zur Sendediode hin einen transparenten, oft außen verspiegelten Kunststoffkörper.